# Manifest Karola I „Do Moich wiernych Austriackich ludów”
     Niemcy
     Węgrzy
     Czesi
     Słowacy
     Polacy
     Ukraińcy
     Słoweńcy
     Chorwaci i Serbowie
     Rumuni
     Włosi

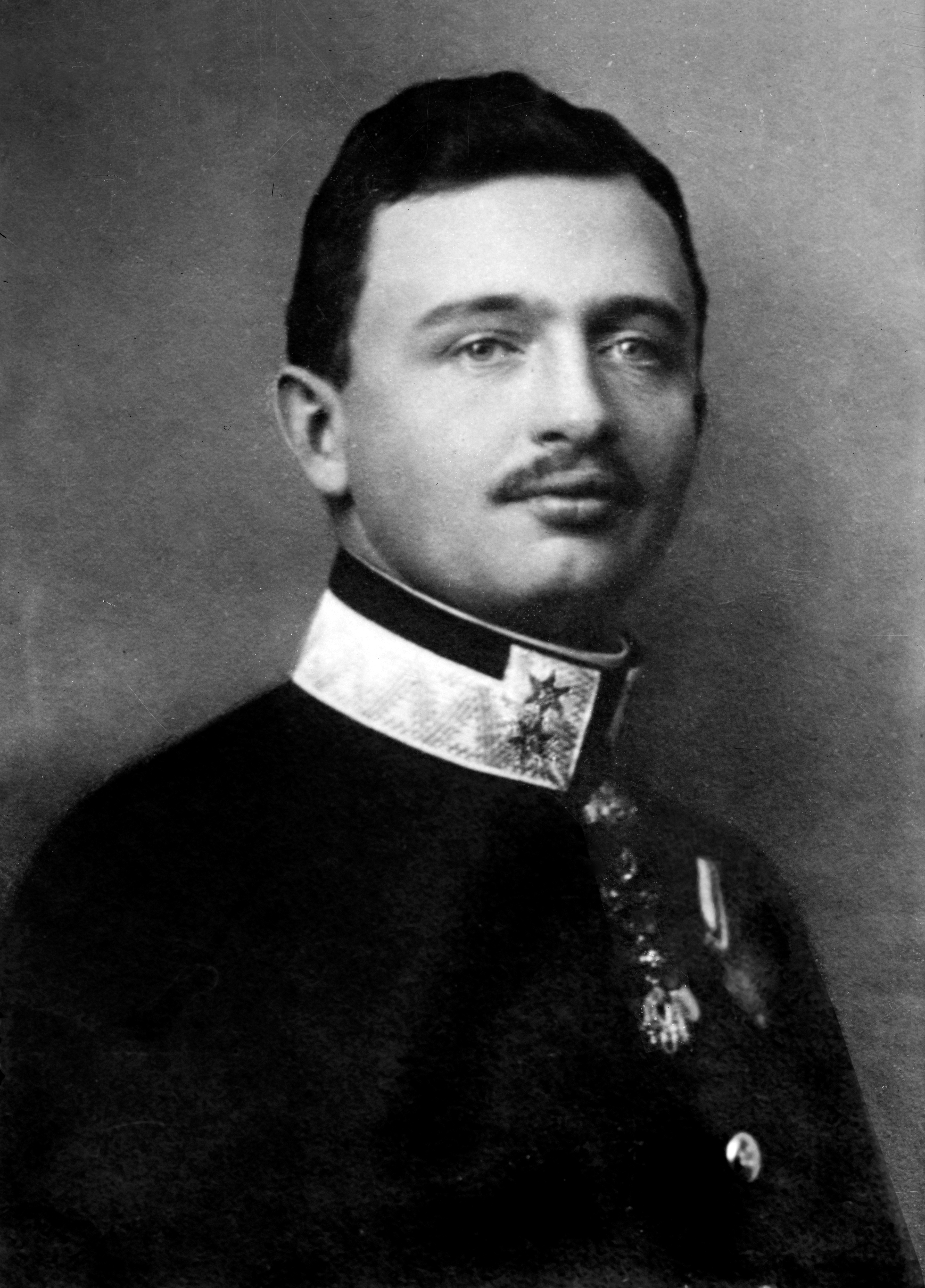
Cesarz i król Karol I

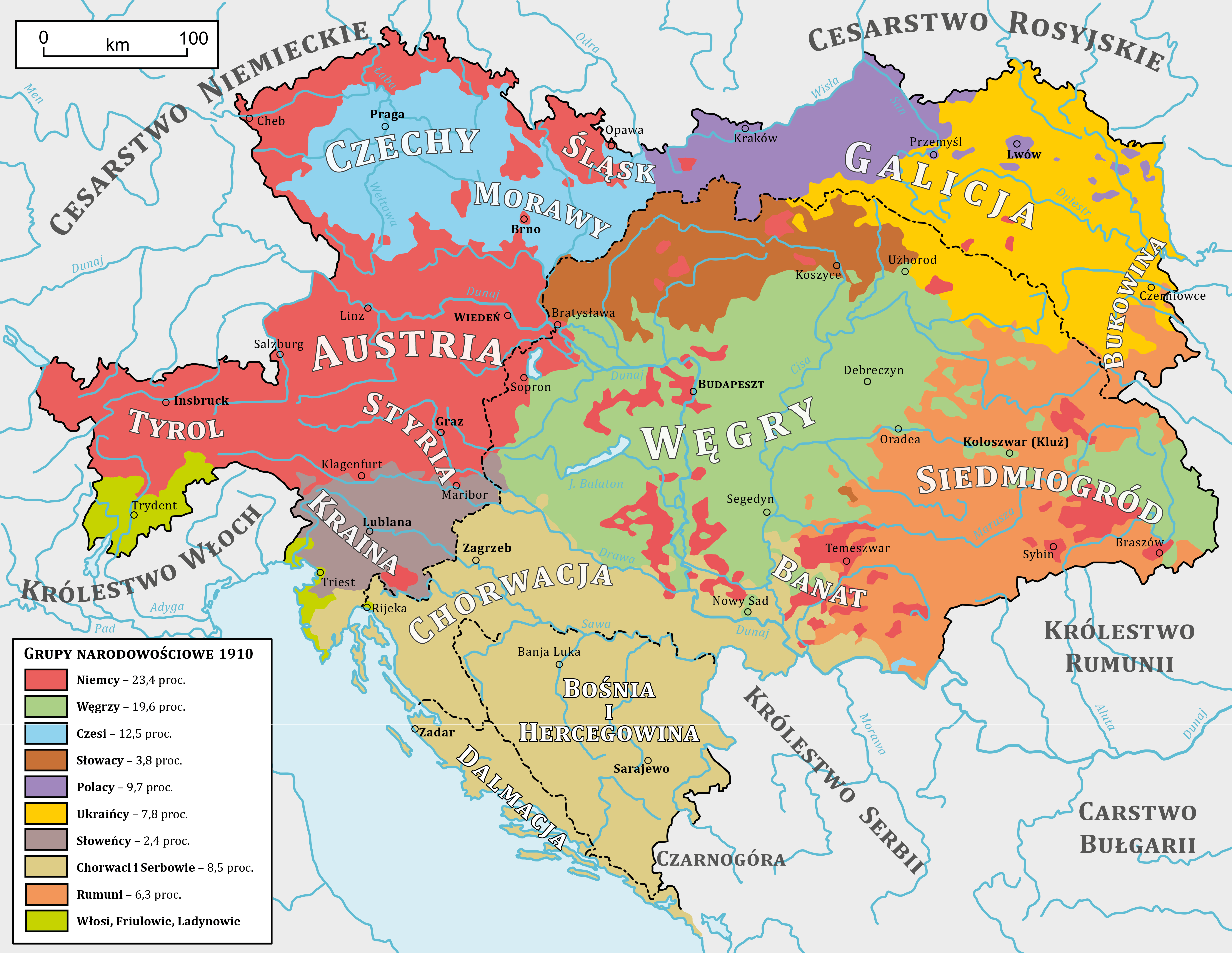
Mapa narodowości Austro-Węgier:
Niemcy
Węgrzy
Czesi
Słowacy
Polacy
Ukraińcy
Słoweńcy
Chorwaci i Serbowie
Rumuni
Włosi

Manifest Karola I „Do Moich wiernych Austriackich ludów” (niem. Völkermanifest) – deklaracja, skierowana 16 października 1918 przez cesarza Austrii Karola I, do narodów Austrii, zapowiadający przekształcenie jej w państwo związkowe złożone z autonomicznych „organizmów państwowych” narodowości. Przebudowa monarchii w kierunku federacji państw narodowych miała uwzględniać aspiracje Niemców austriackich, Czechów, Słoweńców, Chorwatów, Rumunów i Ukraińców. Jeśli chodziło o Polaków to manifest „nie przesądzał” zjednoczenia polskich obszarów Austro-Węgier z niepodległym polskim państwem. Odrębny status miał uzyskać Triest.
Była to próba ratowania Austrii, która jednak nie zahamowała rozpadu tego państwa, albowiem: 
- 19 października 1918 powstały Ukraińska Rada Narodowa oraz Rada Narodowa Księstwa Cieszyńskiego
- 28 października 1918 w Pradze proklamowano istnienie niepodległej Czechosłowacji
- 28 października również zamieszkane przez Słowian południowych komitaty Królestwa Chorwacji wraz z ziemiami Styrii i Krainy powołały nowe Państwo Słoweńców, Chorwatów i Serbów by następnie zjednoczyć się z Serbią w Królestwo Serbów, Chorwatów i Słoweńców, późniejszą Jugosławię
- 31 października Polska Komisja Likwidacyjna objęła władzę w Krakowie i zachodniej Galicji
- 31 października niepodległość proklamowały Węgry
- 1 listopada proklamowana została Zachodnioukraińska Republika Ludowa
- 12 listopada Niemcy austriaccy proklamowali własne państwo - Republikę Niemieckiej Austrii.